# أولشيمي لابس
أولشيمي لابس (بالإنجليزية: Owlchemy Labs)‏ ، هي شركة أمريكية لصناعة وتطوير ألعاب الفيديو، أسست في مدينة بوسطن الأمريكية ونقلت إلى مدينة أوستن التابع لولاية تكساس الأمريكية، أنتجت عدة ألعاب ومنها لعبة جاب سيمولشن.